# Рисиманово
Рисимàново е село в Южна България, община Раднево, област Стара Загора.

## География
Село Рисиманово се намира на около 32 km югоизточно от областния център град Стара Загора и около 4 – 5 km южно от общинския център град Раднево. Разположено е в Старозагорското поле на Горнотракийската низина. Източно от селото тече на юг река Сазлийка, ляв приток на река Марица. През селото протича от запад на изток малката река Дундарлия (Дунда), десен приток на Сазлийка. Надморската височина в центъра на селото е около 112 m. Климатът е преходно-континентален, почвите в землището са преобладаващо черноземни смолници.
Общински път свързва Рисиманово на изток със село Бели Бряг и минаващия през него третокласен републикански път III-554, който води на север през Раднево до град Нова Загора, а на юг – през град Гълъбово към Симеоновград. На северозапад общинският път води към село Знаменосец, откъдето разклонение на североизток води към град Раднево, а на северозапад – през село Трънково към връзка с първокласния републикански път I-5 и град Стара Загора.
Източно край селото минава единичната електрифицирана железопътна линия Симеоновград – Нова Загора.
Землището на село Рисиманово граничи със землищата на: село Българене на северозапад и север; село Бели бряг на североизток и изток; село Любеново на юг и югозапад.
В землището на Рисиманово южно от селото има микроязовир.
Населението на село Рисиманово, наброявало 377 души при преброяването към 1934 г. и 405 към 1946 г., намалява до 192 към 1985 г. и 78 (по служебен документ на НСИ от 31.12.2023 г.) към 2023 г.
При преброяването на населението към 1 февруари 2011 г., от обща численост 95 лица, за 89 лица е посочена принадлежност към „българска“ етническа група и за 5 – към „ромска“, а за принадлежност към „турска“, „други“ и „не се самоопределят“ не са посочени конкретни данни.

## История
След Руско-турската война (1877 – 1878 г.) по Берлинския договор 1878 г. селото остава в Източна Румелия; присъединено е към България след Съединението 1885 г.
Училище е създадено в село Рисиманово през 1892 г. Училището има архивна документация до 1968 г.

## Обществени институции
Изпълнителната власт в село Рисиманово към 2024 г. се упражнява от кметски наместник.

## Други
През 2009 г. един от местните арендатори, Каньо Радев, построява в центъра на селото и подарява чешма и почивна площадка,